# Campeonato Femenino de la AFF de 2022
El Campeonato Femenino de la AFF de 2022 fue la duodécima edición del torneo de la Federación de Fútbol de la ASEAN para selecciones femeninas de fútbol de categoría absoluta. El certamen se disputó por primera vez en Filipinas y el campeón defensor es Vietnam.
El certamen sirvió como fogueo a las selecciones de la región clasificadas a la Copa Mundial Femenina de Fútbol de 2023 a realizarse en Australia y Nueva Zelanda, las cuales son: Australia, Filipinas y Vietnam.

## Selecciones participantes
En esta edición participaron las 11 selecciones femeninas de la ASEAN, recordando que Brunéi no tiene representativo de fútbol femenino.
Por su parte, Australia llevó al torneo a una selección de categoría Sub-23.
| Selecciones participantes | Selecciones participantes | Selecciones participantes | Selecciones participantes |
| ------------------------- | ------------------------- | ------------------------- | ------------------------- |
| Australia                 | Birmania                  | Camboya                   | Filipinas                 |
| Indonesia                 | Laos                      | Malasia                   | Singapur                  |
| Tailandia                 | Timor Oriental            | Vietnam                   |                           |

## Sorteo
El sorteo para el Campeonato Femenino de la AFF 2022 fue realizado el 28 de mayo de 2022 en el hotel Marco Polo Ortigas Manila en Pasig. Diez equipos fueron ubicados en cinco bombos, basado en el resultado de la edición 2019 del torneo. Los 10 equipos fueron divididos en dos grupos de cinco selecciones cada uno, mientras Malasia fue separado como el undécimo equipo para completar uno de los grupos de seis equipos.
| Bombo 1                | Bombo 2               | Bombo 3        | Bombo 4  | Bombo 5   | Undécimo equipo |
| ---------------------- | --------------------- | -------------- | -------- | --------- | --------------- |
| Vietnam (Campeón 2019) | Birmania              | Indonesia      | Singapur | Laos      | Malasia         |
| Tailandia              | Filipinas (anfitrión) | Timor Oriental | Camboya  | Australia |                 |

## Sedes
Los partidos se disputarán en tres sedes en Manila y la región de Calabarzón.
| Manila                      | Biñan            | Imus            |
| --------------------------- | ---------------- | --------------- |
| Estadio Conmemorativo Rizal | Estadio de Biñan | Estadio de Imus |
| Aforo: 12 873               | Aforo: 3 000     | Aforo: 4 800    |
|                             |                  |                 |

## Fase de grupos
- Los horarios son correspondientes al huso horario de Filipinas (UTC+8).

### Grupo A
| Equipo    | Pts | PJ | PG | PE | PP | GF | GC | Dif |
| --------- | --- | -- | -- | -- | -- | -- | -- | --- |
| Tailandia | 13  | 5  | 4  | 1  | 0  | 14 | 2  | 12  |
| Filipinas | 12  | 5  | 4  | 0  | 1  | 16 | 2  | 14  |
| Australia | 10  | 5  | 3  | 1  | 1  | 16 | 4  | 12  |
| Singapur  | 4   | 5  | 1  | 1  | 3  | 3  | 14 | -11 |
| Malasia   | 2   | 5  | 0  | 2  | 3  | 1  | 15 | -14 |
| Indonesia | 1   | 5  | 0  | 1  | 4  | 2  | 15 | -13 |

| 4 de julio de 2022 | Singapur | 0:0     | Malasia | Estadio Conmemorativo Rizal, Manila |                            |
| 16:00              |          | Reporte |         | Árbitro(s): Aung Seinn Cho          | Árbitro(s): Aung Seinn Cho |

| 4 de julio de 2022 | Filipinas  | 1:0 (0:0) | Australia | Estadio Conmemorativo Rizal, Manila |                             |
| 19:00              | Bolden 60' | Reporte   |           | Árbitro(s): Thein Thein Aye         | Árbitro(s): Thein Thein Aye |

| 4 de julio de 2022 | Indonesia | 0:4 (0:2) | Tailandia                                     | Estadio de Biñan, Biñan   |                           |
| 19:00              |           | Reporte   | 3', 88' Rukpinij · 10' Onsamai · 69' Kaetkeaw | Árbitro(s): Cong Thi Dung | Árbitro(s): Cong Thi Dung |

| 6 de julio de 2022 | Tailandia                     | 2:2 (1:2) | Australia                       | Estadio Conmemorativo Rizal, Manila |                               |
| 16:00              | Chetthabutr 41' · Somnonk 60' | Reporte   | 18' Sayer · 26' (pen.) Hawkesby | Árbitro(s): Bui Thi Thu Trang       | Árbitro(s): Bui Thi Thu Trang |

| 6 de julio de 2022 | Indonesia | 1:1 (0:0) | Malasia    | Estadio de Imus, Imus |                  |
| 16:00              | Sheva 74' | Reporte   | 90+2' Kaur | Árbitro(s): [[]]      | Árbitro(s): [[]] |

| 6 de julio de 2022 | Filipinas                                                                                                 | 7:0 (4:0) | Singapur | Estadio Conmemorativo Rizal, Manila |                              |
| 19:00              | Flanigan 9' · Sulastri 10' (a.g.) · Annis 19' · Bolden 38' · Eggesvik 47' · Hawkinson 56' · Castañeda 69' | Reporte   |          | Árbitro(s): Supiree Testomya        | Árbitro(s): Supiree Testomya |

| 8 de julio de 2022 | Australia               | 4:0 (4:0) | Indonesia | Estadio Conmemorativo Rizal, Manila |                            |
| 16:00              | Sayer 9', 13', 15', 44' | Reporte   |           | Árbitro(s): Aung Seinn Cho          | Árbitro(s): Aung Seinn Cho |

| 8 de julio de 2022 | Filipinas                                                | 4:0 (2:0) | Malasia | Estadio Conmemorativo Rizal, Manila |                             |
| 19:00              | Eggesvik 32' · Guillou 42' · Quezada 49' · Castañeda 73' | Reporte   |         | Árbitro(s): Thein Thein Aye         | Árbitro(s): Thein Thein Aye |

| 8 de julio de 2022 | Tailandia                                     | 3:0 (1:0) | Singapur | Estadio de Imus, Imus     |                           |
| 19:00              | Saengrawee 22' · Tipkritta 49' · Jiraporn 72' | Reporte   |          | Árbitro(s): Công Thị Dung | Árbitro(s): Công Thị Dung |

| 10 de julio de 2022 | Singapur           | 1:4 (0:2) | Australia                                            | Estadio Conmemorativo Rizal, Manila |                               |
| 16:00               | Lincoln 89' (a.g.) | Reporte   | Heatley 11' · Hunter 17' · Lowry 47' · Gallagher 70' | Árbitro(s): Supiree Testhomya       | Árbitro(s): Supiree Testhomya |

| 10 de julio de 2022 | Filipinas                        | 4:1 (0:1) | Indonesia | Estadio Conmemorativo Rizal, Manila |                               |
| 19:00               | Annis 48' · Bolden 58', 65', 67' | Reporte   | Carla 38' | Árbitro(s): Bùi Thị Thu Trang       | Árbitro(s): Bùi Thị Thu Trang |

| 10 de julio de 2022 | Malasia | 0:4 (0:1) | Tailandia                                                       | Estadio de Imus, Imus       |                             |
| 19:00               |         | Reporte   | Ploychompoo 25' · Pattaranan 55' · U-raiporn 74' · Nutwadee 86' | Árbitro(s): Plong Pichakara | Árbitro(s): Plong Pichakara |

| 12 de julio de 2022 | Tailandia    | 1:0 (0:0) | Filipinas | Estadio Conmemorativo Rizal, Manila |                             |
| 19:00               | Kanyanat 75' | Reporte   |           | Árbitro(s): Thein Thein Aye         | Árbitro(s): Thein Thein Aye |

| 12 de julio de 2022 | Indonesia | 0:2 (0:1) | Singapur                      | Estadio de Biñan, Biñan       |                               |
| 19:00               |           | Reporte   | Izzati 45+1' · Syazwani 90+2' | Árbitro(s): Bùi Thị Thu Trang | Árbitro(s): Bùi Thị Thu Trang |

| 12 de julio de 2022 | Australia                                               | 6:0 (3:0) | Malasia | Estadio de Imus, Imus     |                           |
| 19:00               | Dawber 13', 24' · Hawkesby 20', 66', 68' · McNamara 82' | Reporte   |         | Árbitro(s): Công Thị Dung | Árbitro(s): Công Thị Dung |

### Grupo B
| Equipo         | Pts | PJ | PG | PE | PP | GF | GC | Dif |
| -------------- | --- | -- | -- | -- | -- | -- | -- | --- |
| Vietnam        | 12  | 4  | 4  | 0  | 0  | 18 | 0  | 18  |
| Birmania       | 9   | 4  | 3  | 0  | 1  | 13 | 5  | 8   |
| Camboya        | 4   | 4  | 1  | 1  | 2  | 4  | 8  | -4  |
| Laos           | 4   | 4  | 1  | 1  | 2  | 4  | 9  | -5  |
| Timor Oriental | 0   | 4  | 0  | 0  | 4  | 1  | 18 | -17 |

| 5 de julio de 2022 | Timor Oriental | 0:7 (0:5) | Birmania | Estadio de Biñan, Biñan |  |
| 16:00              |                | Reporte   |          |                         |  |

| 5 de julio de 2022 | Laos | 1:1 (1:0) | Camboya | Estadio de Biñan, Biñan |  |
| 19:00              |      | Reporte   |         |                         |  |

- Libre:  Vietnam

| 7 de julio de 2022 | Laos | 2:0 (1:0) | Timor Oriental | Estadio de Biñan, Biñan |  |
| 16:00              |      | Reporte   |                |                         |  |

| 7 de julio de 2022 | Camboya | 0:3 (0:3) | Vietnam | Estadio de Biñan, Biñan |  |
| 19:00              |         | Reporte   |         |                         |  |

- Libre:  Birmania

| 9 de julio de 2022 | Birmania | 3:0 (1:0) | Camboya | Estadio de Biñan, Biñan |  |
| 16:00              |          | Reporte   |         |                         |  |

| 9 de julio de 2022 | Vietnam | 5:0 (2:0) | Laos | Estadio de Biñan, Biñan |  |
| 19:00              |         | Reporte   |      |                         |  |

- Libre:  Timor Oriental

| 11 de julio de 2022 | Birmania | 3:1 (1:0) | Laos | Estadio de Biñan, Biñan |  |
| 16:00               |          | Reporte   |      |                         |  |

| 11 de julio de 2022 | Timor Oriental | 0:6 (0:4) | Vietnam | Estadio de Biñan, Biñan |  |
| 19:00               |                | Reporte   |         |                         |  |

- Libre:  Camboya

| 13 de julio de 2022 | Camboya | 3:1 (3:0) | Timor Oriental | Estadio de Imus, Imus |  |
| 19:00               |         | Reporte   |                |                       |  |

| 13 de julio de 2022 | Vietnam | 4:0 (3:0) | Birmania | Estadio de Biñan, Biñan |  |
| 19:00               |         | Reporte   |          |                         |  |

- Libre:  Laos

## Fase final
|  | Semifinales | Semifinales |   |             | Final        | Final |  |
|  |             |             |   |             |              |       |  |
|  |             |             |   |             |              |       |  |
|  | 15 de julio |             |   |             |              |       |  |
|  | Tailandia   | 2           |   |             |              |       |  |
|  | Birmania    | 0           |   |             |              |       |  |
|  |             |             |   |             |              |       |  |
|  |             |             |   |             | 17 de julio  |       |  |
|  |             |             |   |             | Tailandia    | 0     |  |
|  |             | Filipinas   | 3 |             |              |       |  |
|  |             |             |   |             |              |       |  |
|  |             |             |   |             |              |       |  |
|  |             |             |   |             | Tercer lugar |       |  |
|  | 15 de julio | 15 de julio |   | 17 de julio | 17 de julio  |       |  |
|  | Vietnam     | 0           |   | Birmania    | 4            |       |  |
|  | Filipinas   | 4           |   |             | Vietnam      | 3     |  |

### Semifinales
| 15 de julio de 2022 | Tailandia                   | 2:0 (1:0) | Birmania | Estadio Conmemorativo Rizal, Manila |  |
| 16:00               | Kanyanat 45' · Saowalak 82' |           |          |                                     |  |

| 15 de julio de 2022 | Vietnam | 0:4 (0:1) | Filipinas                                     | Estadio Conmemorativo Rizal, Manila |  |
| 20:00               |         |           | Long 31' · Annis 51' (pen.) · Bolden 61', 70' |                                     |  |

### Tercer puesto
| 17 de julio de 2022 | Vietnam                                      | 4:3 (1:2) | Birmania                              | Estadio Conmemorativo Rizal, Manila |  |
| 16:00               | San Thaw Thaw 9', 56', 86' · Lin Mynt Mo 83' |           | Huỳnh Như 23', 39' · Phạm Hải Yến 80' |                                     |  |

### Final
| 17 de julio de 2022 | Tailandia | 0:3 (0:2) | Filipinas                            | Estadio Conmemorativo Rizal, Manila |                                |
| 19:30               |           |           | Cowart 8' · Guillou 21' · Bolden 89' | Asistencia: 8.257 espectadores      | Asistencia: 8.257 espectadores |

|                               |
| Bandera de Filipinas          |
| Campeón Filipinas 1.er título |